# Callinapaea
Callinapaea is een vliegengeslacht uit de familie van de oevervliegen (Ephydridae).

## Soorten
- C. aldrichi (Sturtevant and Wheeler, 1954)
- C. laurentiana (Wirth, 1965)